# Kafui Adjamagbo-Johnson
Brigitte Kafui Adjamagbo-Johnson (sinh ngày 26 tháng 12 năm 1958) là một chính trị gia, luật sư và nhà hoạt động nhân quyền của Togo, và là người phụ nữ đầu tiên đứng ra làm ứng cử viên trong cuộc bầu cử tổng thống ở nước cô.

## Tuổi trẻ
Adjamagbo-Johnson sinh ngày 26 tháng 12 năm 1958 tại Bassar, Togo, con gái của Cornélie, một nữ hộ sinh và Paul Adjamagbo, một bác sĩ.

## Giáo dục
Adjamagbo-Johnson lấy bằng thạc sĩ luật năm 1983 tại Đại học Lomé, sau đó là DEA về luật tư tại Đại học Paris V, Malakoff, và DEA thứ hai về luật tư và luật so sánh, quyền của người châu Phi và bằng tiến sĩ vào năm 1986 tại Đại học Paris I, Panthéon Sorbonne.
Sau đó, cô làm giảng viên tại Đại học Lomé.

## Công việc
Adjamagbo-Johnson là thành viên sáng lập của Công ước démocratique des peuples châu Phi (CDPA), và là báo cáo viên của Hội nghị Quốc gia năm 1991. Cô giữ một số vị trí cao cấp trong chính phủ, trở thành bộ trưởng và được biết đến với "sự thẳng thắn và cam kết chính trị", và được đặt biệt danh là "Người đàn bà sắt".
Kể từ tháng 4 năm 1997, Adjamagbo-Johnson là điều phối viên của văn phòng tiểu vùng Tây Phi của WiLDAF (Luật và Phát triển ở Châu Phi).
Năm 2010, Adjamagbo-Johnson là người đứng đầu Hội nghị Dân chủ đối lập của Đảng Nhân dân Châu Phi, và là người phụ nữ đầu tiên đứng ra làm ứng cử viên trong một cuộc bầu cử tổng thống ở nước cô.
Tuy nhiên, vào tháng 2 năm 2010, Adjamagbo-Johnson và hai ứng cử viên đối lập chính khác trong cuộc bầu cử tổng thống đã rút lui để phản đối vì họ tin rằng sẽ có một kết quả gian lận.
Viết trên Diễn đàn nữ quyền châu Phi, Adjamagbo-Johnson nói: "Hành trình của tôi với nữ quyền bắt đầu khá sớm khi nhận thức của tôi về sự bất bình đẳng và áp bức của phụ nữ trong môi trường gia đình, khu phố của tôi và trong xã hội nói chung".